# MC Davo
David Sierra Treviño (Monterrey, Nuevo León; 30 de junio de 1991), conocido como MC Davo, es un rapero y compositor mexicano.

## Biografía
David nació el 30 de junio de 1991, en Nuevo León.
Trabajo como mesero en un Burger King antes de convertirse en rapero, en el 2012 deja su antiguo trabajo para dedicarse a la música por completo.[cita requerida]

## Carrera musical

### 2008-2009:Haciendo lo imposibleyLo dejo a tu criterio
Sus inicios en el rap, se remontan a su alianza con más raperos como Adán Zapata y Kódigo 36 de su ciudad natal como manera de apoyo para poder fijar su carrera. El principal soporte fue su amigo, Israel Flores, conocido con el sobrenombre de Went, que tenía su propio crew de Hip-hop llamado WOW Crew.

### 2011:PsicosisyPsicosis ll
En 2011 Kódigo 36 dejó de producir a MC Davo. Davo se alía con Sargento Rap y MC Aese. David empieza a hacer colaboraciones con Doble D, e invita a Meny Méndez a producir su tercer disco, Psicosis, en 2011.[cita requerida] En ese mismo año lanzó su primer video musical del sencillo «La descarga», primer tema de Psicosis que fue lanzado el 1 de octubre de 2011.

### 2014-2016:El dominio
En marzo firma con Warner Music México, para distribuir su música a un nivel más global e internacional, sacando su primer álbum de estudio El dominio contando con 15 canciones. En junio de 2014 sacó el videoclip del sencillo «Andamos de parranda». En julio, sacó una colaboración con Smoky, «La propuesta» que forma parte del disco El dominio (deluxe). En agosto, realizó colaboraciones con C-Kan en el disco The Take Over, del sello discográfico Mastered Trax.
En 2015, publicó el videoclip de «Química» saliendo para finales de agosto. Tras su reciente disco, El dominio, dio lugar a una edición especial del mismo: El dominio deluxe, que salió a la venta el 25 de septiembre de 2015, incluyendo una nueva canción con Smoky, videos musicales de sus canciones de El dominio y un documental para exponer los inicios de su carrera.
En octubre MC Davo, anunció que colaboraría en 4 canciones con C-Kan. Ese año fue confirmado para el evento de Urbano Fest.

### 2017-2019:Las 2 caras
En agosto de ese lanzó su cuarto álbum en preventa iTunes titulado Las 2 caras con 12 canciones y en físico será lanzado el 8 de septiembre con 14 canciones. En octubre de ese año participó en la ceremonia de los Eliot Award de la marca mexicana Kleenex, una de sus más importantes presentaciones en directo, en donde junto a C-Kan interpretó la canción «Round 4» con la que dieron luz verde a la ceremonia.

### 2020-presente:Canciones Mamalonas
El 16 de abril del 2020, participa en el sencillo benéfico «Resistiré México» junto a varios artistas. El 26 de mayo de ese año, lanzó su álbum Canciones mamalonas.

## Discografía
Álbumes de estudio
- 2008: Haciendo lo imposible
- 2010: Lo dejo a tu criterio
- 2011: Psicosis
- 2012: Psicosis ll
- 2014: El dominio
- 2014: El dominio deluxe
- 2017: Las 2 caras
- 2020: Canciones mamalonas
- 2021: Canciones mamalonas 2
- 2023: Canciones mamalonas 3
- 2024: Canciones mamalonas 4